# Шарени каранфил
Шарени каранфил, девојачки розе, (Dianthus deltoides) је врста Каранфила пореклом из већег дела Европе и западне Азије. Такође се може наћи у многим деловима Северне Америке, где је интродукована врста. 
То је зељаста вишегодишња биљка која нарасте до 45 цм. Има веома уске зелене или сивкасте листове који формирају лабаво чупаву биљку. Цветови су пречника 15–20 милиметара и обично су ружичасти, али могу бити бели и често су бели. Има епикаликс брактеола, што значи да има групу специјализованих листова у дну цвета. Сама чашична цев није страшна (папирна и опнаста) на спојевима између режњева. 
То је биљка често кречњастог (кредастог) травњака, али се може наћи и на каменитом тлу, а повремено и на старом руднику. Примећено је да се хибридизује са уведеним турским каранфилом, када је урођен.

## Узгој и употреба
Широко се користи у хортикултури са многим сортама као што је Зинг Ружа, које се продају као баштенске украсне биљке са цветовима у низу ружичастих боја и понекад тамније зеленим лишћем. У Великој Британији је добио награду Краљевског хортикултурног друштва за баштенске заслуге.